# Viol pendant la guerre de Bosnie
Le viol pendant la guerre de Bosnie-Herzégovine était une politique de violence systémique, qui a pris une forme de masse et ciblée sur le genre. Si des hommes de tous les groupes ethniques ont commis des viols, la grande majorité des viols ont été perpétrés par les forces serbes de Bosnie de l'armée de la Republika Srpska (VRS) et les unités paramilitaires serbes,,,, qui ont utilisé le viol comme instrument de terreur et tactiques clés,comme partie de leur programme de nettoyage ethnique,,,. Les estimations du nombre de femmes bosniaques violées pendant la guerre varient entre 10 000 et 50 000,,,,,, avec l'estimation supplémentaire que pour un viol signalé il y a 15 à 20 cas non signalés.
Le Tribunal pénal international pour l'ex-Yougoslavie (TPIY) a déclaré que le « viol systématique » et « l'esclavage sexuel » en temps de guerre étaient un crime contre l'humanité, juste après le crime de guerre de génocide. Bien que le TPIY n'ait pas considéré les viols de masse comme un génocide, beaucoup ont conclu de la nature organisée et systématique des viols de masse de la population féminine bosniaque (musulmane de Bosnie), que ces viols faisaient partie d'une campagne de génocide plus large,,, et que la VRS menait une politique de viol génocidaire contre ce groupe ethnique de Bosnie,,.
Le procès du membre de la VRS Dragoljub Kunarac était la première fois dans une jurisprudence nationale ou internationale qu'une personne était condamnée pour avoir utilisé le viol comme arme de guerre. La large couverture médiatique des atrocités commises par les forces paramilitaires et militaires serbes contre les femmes et les enfants bosniaques a entraîné la condamnation internationale des forces serbes,. Après la guerre, plusieurs documentaires, longs métrages et pièces de théâtre primés ont été produits qui couvrent les viols et leurs conséquences.

## Contexte
Selon Amnesty International, le recours au viol en temps de guerre n'est pas un sous-produit des conflits, mais une stratégie militaire pré-planifiée et délibérée.Le premier objectif de ces viols massifs est d'instiller la terreur dans la population civile, avec l'intention de les éloigner de force de leurs biens. Le deuxième objectif est de réduire la probabilité de retour et de reconstitution en infligeant humiliation et honte à la population ciblée. Ces effets sont stratégiquement importants pour les acteurs non étatiques, car il leur est nécessaire de retirer la population ciblée de la terre. Le recours au viol de masse est bien adapté aux campagnes qui impliquent le nettoyage ethnique et le génocide, car l'objectif est de détruire ou d'éloigner de force la population cible, et de garantir qu'elle ne revienne pas.
Des historiens comme Niall Ferguson ont évalué un facteur clé derrière la décision de haut niveau d'utiliser le viol de masse pour le nettoyage ethnique comme étant un nationalisme malavisé. Depuis sa création, la république fédérative socialiste de Yougoslavie n'avait pas été une plate-forme pour le sentiment nationaliste interne, et les individus qui cherchaient à enflammer les tensions risquaient l'emprisonnement, la torture ou l'exécution. En 1989, le président serbe, Slobodan Milošević, a enflammé le sentiment nationaliste serbe avec le discours de Gazimestan qui faisait référence à la bataille du Kosovo. Les sentiments de victimisation et d'agression envers les Bosniaques ont été en outre excités par des récits exagérés sur le rôle joué par un petit nombre de Bosniaques dans la persécution des Serbes pendant le génocide d'Ustaše dans les années 1940. La propagande serbe a suggéré que les Bosniaques descendaient en grande partie des Turcs. Malgré les campagnes de haine menées par le gouvernement serbe, certains Serbes ont essayé de défendre les Bosniaques contre les atrocités et ont dû être menacés, y compris des cas où les troupes annonçaient par haut-parleur que « chaque Serbe qui protège un musulman sera tué immédiatement ».
Avant le début du conflit, les Bosniaques de Bosnie orientale avaient déjà commencé à être démis de leurs fonctions, à être ostracisés et à voir leur liberté de mouvement restreinte; puis les forces serbes ont visé la population civile bosniaque. Une fois les villes et villages sécurisés, les militaires, la police, les paramilitaires et, parfois, même les villageois serbes ont continué ces attaques. Des maisons et des appartements bosniaques ont été pillés ou rasés, la population civile a été raflée, certains ont été physiquement maltraités ou assassinés au cours du processus. Les hommes et les femmes ont été séparés puis détenus dans des camps de concentration,.

## Occurrences de viol
Les estimations du nombre de femmes et de filles violées vont de 12 000 à 50 000, dont la grande majorité étaient des Bosniaques violées par des Serbes de Bosnie. Les experts du HCR ont fait état de 12 000 viols,. L'Union européenne estime un total de 20 000, tandis que le ministère de l'Intérieur bosniaque en revendique 50 000,.
Les forces serbes ont mis en place des «camps de viol», où les femmes ont été violées à plusieurs reprises et relâchées uniquement lorsqu'elles étaient enceintes. Viols collectifs et viols publics devant des villageois et des voisins n'étaient pas rares. Le 6 octobre 1992, le Conseil de sécurité des Nations unies a créé une commission d'experts présidée par M. Cherif Bassiouni. D'après les conclusions de la commission, il était évident que le viol était systématiquement utilisé par les forces serbes et bénéficiait du soutien des commandants et des autorités locales :

« En Bosnie, certains des cas signalés de viols et d'agressions sexuelles commis par des Serbes, principalement contre des musulmans, sont clairement le résultat d'un comportement individuel ou en petit groupe sans preuve de commandement ou d'une politique globale. Cependant, beaucoup d'autres semblent faire partie d'un schéma global dont les caractéristiques ont des similitudes avec les pratiques constatées dans des zones géographiques non contiguës; la commission simultanée d'autres violations du droit international humanitaire; une activité militaire simultanée; une activité simultanée pour déplacer des populations civiles; des éléments communs dans la commission de viol, maximisation de la honte et de l'humiliation non seulement à la victime, mais également à la communauté de la victime; et le moment des viols. Un facteur en particulier qui conduit à cette conclusion est le grand nombre de viols survenus dans les lieux de détention. Ces viols en détention ne semblent pas aléatoires, et ils indiquent au moins une politique d'encouragement au viol soutenue par l'échec délibéré des commandants de camp et autorités locaux exerçant le commandement et le contrôle du personnel placé sous leur autorité. »

La commission a également signalé que certains auteurs ont déclaré avoir reçu l'ordre de violer. D'autres ont déclaré que l'utilisation du viol était une tactique pour s'assurer que la population ciblée ne reviendrait pas dans la région. Les assaillants ont dit à leurs victimes qu'ils porteraient un enfant de l'ethnie de l'agresseur. Les femmes enceintes ont été détenues jusqu'à ce qu'il soit trop tard pour avorter. Les victimes ont été informées qu'elles seraient traquées et tuées si elles rapportaient ce qui s'était passé. La commission a également conclu que: « des viols auraient été commis par toutes les parties au conflit. Cependant, le plus grand nombre de victimes signalées étaient des Bosniaques, et le plus grand nombre d’auteurs présumés étaient des Serbes de Bosnie. Il y a peu de rapports de viol et d'agression sexuelle entre des membres du même groupe ethnique. »
L'équipe d'enquêteurs de la Communauté européenne, dont Simone Veil et Anne Warburton, a également conclu dans son rapport de 1993 que le viol commis par les forces serbes de Bosnie n'était pas un effet secondaire du conflit mais faisait partie d'une politique systématique de nettoyage ethnique et avait été « perpétré avec l'intention consciente de démoraliser et de terroriser les communautés, de les chasser de leurs régions d'origine et de démontrer la puissance des forces d'invasion. Amnesty International et Helsinki Watch ont également conclu pendant le conflit que le viol était utilisé comme arme de guerre, le but premier étant de provoquer l'humiliation, la dégradation et l'intimidation pour s'assurer que les survivants partiraient et ne reviendraient jamais,.
Tout au long du conflit, les femmes de tous les groupes ethniques ont été touchées, mais pas à l'échelle de la population bosniaque.
Le témoignage d'un survivant du camp de Kalinovik (où une centaine de femmes avaient été détenues et soumises à des «viols commis par plusieurs auteurs») a indiqué que les violeurs disaient continuellement à leurs victimes: «Vous allez avoir nos enfants. Vous allez avoir nos petits Chetniks», et que la raison pour laquelle elles avaient été violées était de "planter la semence des Serbes en Bosnie". Les femmes ont été forcées de mener leur grossesse à son terme et d'accoucher. Bon nombre des rapports sur les abus ont illustré la dimension ethnique des viols:

« Les femmes savaient que les viols commenceraient lorsque Marš na Drinu serait joué sur le haut-parleur de la mosquée principale. (Marš na Drinu, ou Marche sur la Drina, serait une ancienne chanson de combat chetnik interdite pendant les années Tito.) Marš na Drinu jouait, les femmes ont reçu l'ordre de se déshabiller et les soldats sont entrés dans les maisons en emportant celles qu'ils voulaient. L'âge des femmes emmenées allait de 12 à 60 ans. Souvent, les soldats cherchaient des combinaisons mère-fille. Beaucoup de femmes étaient sévèrement battues pendant les viols. »

### Lieux et procédures

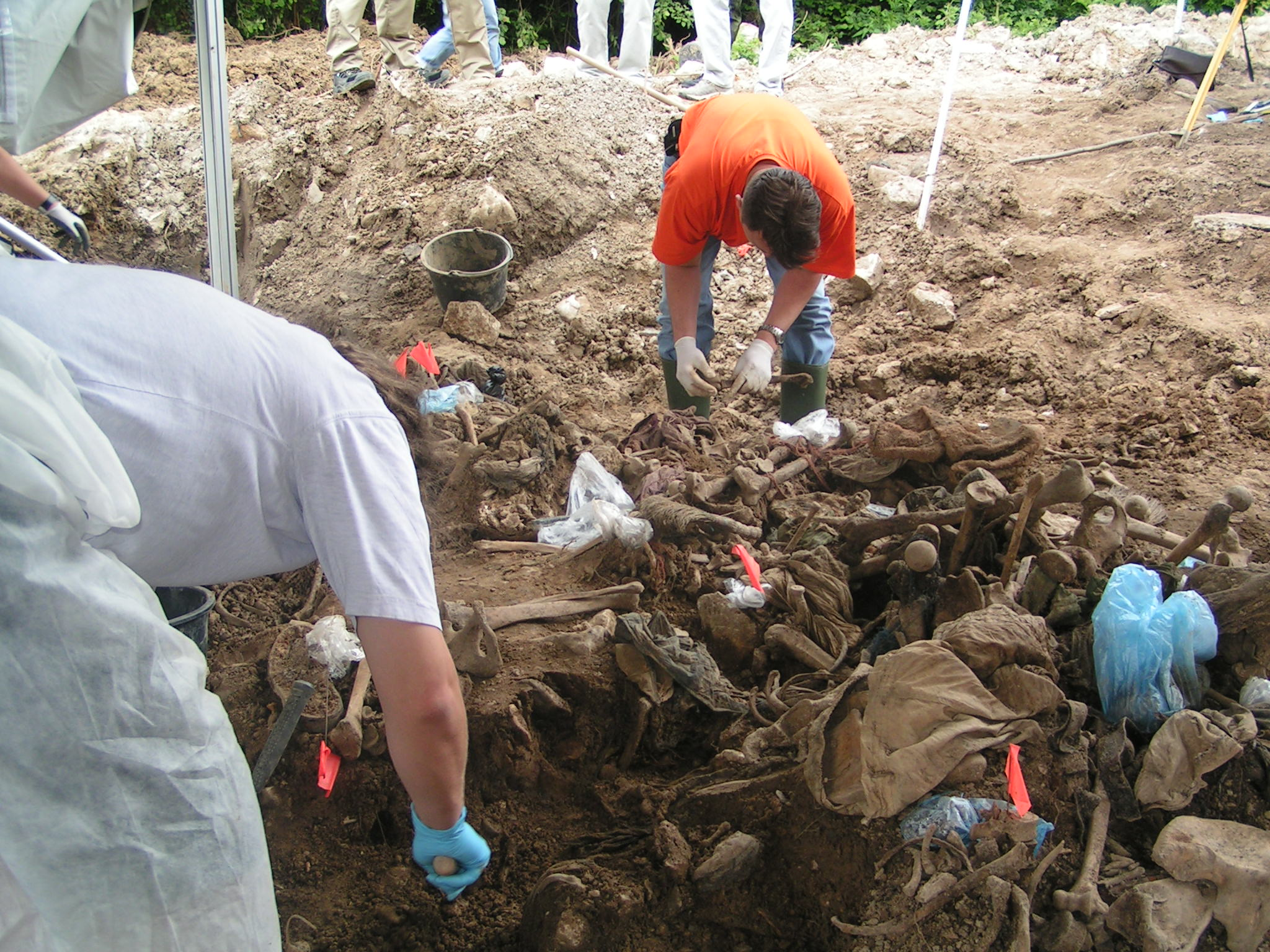
Excavation d'une fosse commune dans l'est de la Bosnie. Des civils de Foča ont été exécutés tandis que des femmes étaient détenues et violées à plusieurs reprises par des membres des forces armées serbes de Bosnie.

Les forces serbes ont établi des camps où des viols ont eu lieu, comme ceux de Keraterm, Vilina Vlas, Manjača, (45) Omarska, Trnopolje, Uzamnica et Vojno,.
«Au camp de Keraterm, un certain nombre de gardes ont violé une détenue sur une table dans une pièce sombre jusqu'à ce qu'elle perde connaissance. Le lendemain matin, elle s'est retrouvée allongée dans une mare de sang.»
En mai 1992, des villageois serbes de Snagovo, Zvornik, ont encerclé et capturé le village de Liplje et l'ont transformé en camp de concentration. Quatre cents personnes ont été emprisonnées dans quelques maisons et celles qui y étaient détenues ont été victimes de viol, de torture et de meurtre.
Sur une période de cinq mois entre le printemps et l'été 1992, entre 5 000 et 7 000 Bosniaques et Croates ont été détenus dans des conditions inhumaines à Omarska. Au camp de concentration, le viol, les agressions sexuelles et la torture d'hommes et de femmes étaient monnaie courante. Un journal a décrit les événements comme "le lieu d'une orgie de meurtres, de mutilations, de coups et de viols",. Meurtre par viol et la violence physique étaient monnaie courante. Au camp de Trnopolje, un nombre indéterminé de femmes et de filles ont été violées par des soldats serbes de Bosnie, des policiers et les gardes du camp,. Au camp d'Uzamnica, un témoin au procès d'Oliver Krsmanović, accusé de crimes liés aux massacres de Višegrad, a affirmé que les hommes détenus avaient été à un moment donné forcés de violer des femmes.
Des camps de détention ont été installés dans la ville de Foča, contrôlée par les Serbes. Alors qu'elles étaient détenues dans l'un des lieux de viol les plus notables de la ville, «la maison de Karaman», des femmes bosniaques, y compris des mineures d'à peine 12 ans, ont été violées à plusieurs reprises. Au cours du procès de Dragoljub Kunarac et consorts, les conditions de ces camps ont été décrites comme étant "intolérablement insalubres" et le chef de la police de Foča, Dragan Gagović, a été identifié comme étant l'un des hommes qui visitaient ces camps, où il sélectionnait les femmes, les emmenait à l'extérieur, puis les violait.

« Les femmes étaient détenues dans divers centres de détention où elles devaient vivre dans des conditions insalubres, où elles étaient maltraitées à bien des égards, y compris, pour beaucoup d’entre elles, violées à plusieurs reprises. Des soldats ou des policiers serbes venaient dans ces centres de détention, sélectionnaient une ou plusieurs femmes, les emmenaient et les violaient ... Tout cela se faisait en pleine vue, en toute connaissance et parfois avec l'implication directe des autorités locales, notamment les forces de police. Le chef des forces de police de Foča, Dragan Gagović, a été personnellement identifié comme l'un des hommes qui sont venus dans ces centres de détention pour sortir les femmes et les violer. »

Des femmes et des filles sélectionnées par Kunarac, ou par ses hommes, ont été emmenées à la base des soldats et violées. À d'autres moments, des filles ont été retirées des centres de détention et maintenues dans divers endroits pendant de longues périodes sous esclavage sexuel.Radomir Kovač, qui a également été condamné par le TPIY, a personnellement gardé quatre filles dans son appartement, maltraitant et violant trois d'entre elles à plusieurs reprises, tout en permettant également à des connaissances de violer l'une des filles. Avant de vendre trois des filles, Kovač en a nommé deux à d'autres soldats serbes qui les ont maltraitées pendant plus de trois semaines.
Les forces croates ont installé des camps de concentration à Čelebići, Dretelj, Gabela, Rodoč, Kaonik, Vitez et Žepa.Dans l'installation conjointe bosniaque-croate de Čelebići, des civils serbes ont été soumis à diverses formes de torture et d'abus sexuels, y compris le viol.À Dretelj, la majorité des prisonniers étaient des civils serbes, qui ont été détenus dans des conditions inhumaines, tandis que les femmes détenues ont été violées et on leur a dit qu'elles seraient détenues jusqu'à ce qu'elles aient donné naissance à un "Ustaša".Des civils serbes et bosniaques ont été détenus au camp d'Heliodrom à Rodoc, et des détenus auraient été agressés sexuellement. Les femmes serbes ont été aussi violées et torturées.
À Doboj, les forces serbes de Bosnie ont séparé les femmes des hommes et ont ensuite facilité le viol de certaines femmes par les hommes de leur famille. Des femmes ont été interrogées sur des parents masculins dans la ville, et le fils d'une femme, âgé de quatorze ans, a été forcé de la violer.
Une forme moins connue de viol pendant la guerre est celle qui a été perpétrée contre des hommes et des garçons. La majorité des cas se sont déroulés dans des camps de détention.

## Conséquences
Après la fin des hostilités avec l’Accord de Dayton de 1995, des efforts soutenus ont été déployés pour réconcilier les factions opposées. Une grande attention a été accordée à la nécessité de comprendre la réalité de ce qui s'était passé pendant la guerre, de dissiper les mythes et de traduire en justice les dirigeants responsables, et d'être encouragés à accepter leur culpabilité pour les viols de masse et autres atrocités.
Au lendemain du conflit, l'identité ethnique revêt désormais une importance sociale bien plus grande en Bosnie qu'elle ne l'était avant 1992. Des années 1960 jusqu'au début de la guerre, près de 12% des mariages étaient mixtes (entre membres de différentes communautés), et les jeunes citoyens se considéraient souvent comme des Bosniaques plutôt que d’identifier leur appartenance ethnique. Après le conflit, il a été effectivement obligatoire d'être identifié comme étant bosniaque, serbe ou croate, ce qui a posé problème aux enfants des victimes de viol à mesure qu'ils grandissaient.
Une étude médicale portant sur 68 victimes croates et bosniaques de viols pendant la guerre de 1992–1995 a révélé que beaucoup souffraient de problèmes psychologiques. Aucun n'avait d'antécédents psychiatriques avant les viols. Après les viols, 25 ont eu des pensées suicidaires, 58 ont souffert de dépression immédiatement après et 52 en souffraient toujours au moment de l'étude, un an plus tard. Parmi les femmes, 44 avaient été violées plus d'une fois et 21 d'entre elles avaient été violées quotidiennement pendant leur captivité. Vingt-neuf d'entre elles étaient tombées enceintes et dix-sept avaient eu un avortement. L'étude est parvenue à la conclusion que les viols avaient «de profondes conséquences immédiates et à long terme sur la santé mentale» des femmes.
Le viol pendant la guerre de Bosnie a été utilisé comme " arme de guerre ", ce qui a affecté la conscience communautaire du grand public bosniaque. Comme le dit Pierre Bayard, «En Bosnie, les viols ont non seulement accompagné l'avancée des armées serbes, mais aussi le résultat d'une politique concertée d'éradication culturelle». En d’autres termes, le viol lui-même a servi d’instrument de profanation stratégique de l’identité bosnienne et / ou bosniaque et de tout ce qui y est lié.
Dans l'étude intitulée «Mass Rape: The War Against Women in Bosnia-Herzegovina», Alexandra Stiglmayer et al. concluent: 

« En Bosnie-Herzégovine et en Croatie, le viol a été un instrument de «nettoyage ethnique». La Commission d'experts des Nations Unies qui a enquêté sur les viols en ex-Yougoslavie a ainsi conclu: «Le viol ne peut pas être considéré comme accessoire par rapport à l'objectif principal de l'agression, mais comme servant un objectif stratégique en soi», comme le rapporte la mission de la Communauté européenne, particulièrement concernée par la situation des femmes bosniaques. Le rapport de l'organisation humanitaire Amnesty International déclare: «Les cas qui ont inclus des infractions sexuelles contre des femmes font apparemment partie d'un modèle inclusif de conduite de guerre caractérisé par des intimidations massives et des infractions contre les Bosniaques et les Croates. L'organisation américaine de défense des droits humains Helsinki Watch estime que le viol est utilisé comme arme de guerre  en Bosnie-Herzégovine: «Qu'une femme soit violée par des soldats à son domicile ou détenue dans une maison avec d'autres femmes et violée encore et encore une fois, elle est violée dans un but politique - pour l'intimider, l'humilier et la dégrader ainsi que les autres affectés par sa souffrance. Le viol a souvent pour effet de garantir que les femmes et leurs familles fuiront et ne reviendront jamais». Dans ce contexte, il est évident que les viols en Bosnie-Herzégovine se produisent à grande échelle (ONU et CE), qu'ils acquièrent un caractère systématique et que «dans la plupart des cas, les femmes musulmanes (bosniaques) sont les victimes des forces serbes» (Amnesty International). Les estimations du nombre de victimes de viol vont de 20 000 (CE) à 50 000 (ministère bosniaque de l'Intérieur). »

## Réactions nationales et internationales
En août 1992, les médias ont rendu publiue l'utilisation du viol comme stratégie de guerre,et l'un des premiers à le porter à l'attention du monde a été le programme du correspondant de Newsday Roy Gutman Mass Rape: Muslims Recall Serb Attacks, diffusé le 23 août 1992.
Le Conseil de sécurité des Nations unies a créé le TPIY en réponse aux violations des droits de l'homme du conflit.L'article 5 de la charte du TPIY précisait que le tribunal avait le pouvoir de poursuivre les crimes de guerre et la charte condamnait spécifiquement le viol comme un crime, pour lequel des personnes pouvaient être inculpées.
Un rapport de la Central Intelligence Agency divulgué en 1995 a déclaré que les forces serbes étaient responsables de 90% des atrocités commises pendant le conflit. Un rapport compilé par une équipe d'experts pour l'ONU, présidée par M. Cherif Bassiouni, est arrivé à la même conclusion, calculant que les forces croates étaient responsables de six pour cent des atrocités et les forces bosniaques de quatre pour cent.
Après la chute de Srebrenica en juillet 1995, Madeleine Albright, l'ambassadrice des États-Unis auprès des Nations unies, a déclaré au Conseil de sécurité de l'ONU que "le lieu où se trouvaient quelque 6 000 hommes et garçons bosniaques de Srebrenica était inconnu. Mais leur sort ne l'était pas. Nous avons suffisamment d'informations pour conclure maintenant que les Serbes de Bosnie ont battu, violé et exécuté de nombreux réfugiés".

## Poursuite judiciaire
Au début des années 1990, des appels ont été lancés pour que des poursuites judiciaires soient engagées contre l'éventualité d'un génocide en Bosnie. En 2011, il avait inculpé 161 personnes de toutes origines ethniques pour crimes de guerre et entendu les témoignages de plus de 4 000 témoins. En 1993, le TPIY a défini le viol comme un crime contre l'humanité et a également défini le viol, l'esclavage sexuel et la violence sexuelle comme des crimes internationaux qui constituent la torture et le génocide.
Les juges du TPIY ont statué lors du procès de Dragoljub Kunarac, Radomir Kovač et Milorad Krnojelac que le viol avait été utilisé par les forces armées serbes de Bosnie comme un "instrument de terreur". Kunarac a été condamné à 28 ans d'emprisonnement pour viol, torture et asservissement de femmes.Kovač, qui avait violé une enfant de 12 ans et l'a ensuite vendue en esclavage, été condamnée à 20 ans d'emprisonnement et Krnojelac à 15 ans. Le TPIY a déclaré qu'une "orgie infernale de persécution" s'était produite dans divers camps à travers la Bosnie.
En 1997, Radovan Karadžić a été poursuivi par des femmes bosniaques et croates devant un tribunal américain pour viol génocidaire. Il a été jugé responsable. Les plaignants ont été jugés victimes de viol génocidaire et on leur a accordé 745 millions de dollars de dommages et intérêts.
Le 26 juin 1996, le TPIY a inculpé Dragan Zelenović de sept chefs de viol et de torture en tant que crimes contre l'humanité et de sept chefs de viol et de torture en tant que violations des coutumes et du droit de la guerre. Zelenović avait participé à des agressions sexuelles contre des femmes dans divers camps, y compris le viol collectif d'une jeune fille de 15 ans et d'une femme adulte. Il a été condamné à 15 ans d'emprisonnement pour crimes contre l'humanité, dont il a fait appel. La chambre d'appel a confirmé la peine initiale,.
Le 10 mars 1997, dans l’affaire plus connue sous le nom de Čelebići, Hazim Delić, Zejnil Delalić, Zdravko Mucić et Esad Landžo ont été jugés. Ils ont été inculpés pour violation du droit international humanitaire. Les infractions se sont produites dans le camp de prisonniers de Čelebići, contrôlé par les Bosniaques et les Croates. Delić a été déclaré coupable d'avoir utilisé le viol comme torture, ce qui était une violation de la quatrième Convention de Genève et qu'il avait violé les lois et coutumes de la guerre. La chambre de première instance a également conclu que Mucić était coupable de crimes commis alors qu'il était commandant du camp, en vertu du principe de la responsabilité du commandement, parmi lesquels des atrocités liées au sexe.
Le 22 juin 1998, Anto Furundžija, qui avait été appréhendé le 18 décembre 1997 par les forces hollandaises opérant avec l'OTAN été jugé dans le cadre de l'un des procès les plus courts entendus par le TPIY.Il s'agissait de la première affaire entendue par le TPIY qui portait exclusivement sur des accusations de viol. Furundžija était un Croate de Bosnie et commandant local de la milice connue sous le nom de Jokers, qui a participé au nettoyage ethnique de la vallée de Lašva et qui était sous le commandement du Conseil de défense croate. Furundžija a été inculpé de responsabilité pénale individuelle, qui comprenait «avoir commis, planifié, incité, ordonné ou autrement aidé et encouragé à planifier, préparer ou exécuter tout crime visé aux articles deux et trois du statut du tribunal».Un seul témoin, qui avait été agressé par Furundžija pendant qu'il l'interrogeait, a donné la majorité des témoignages au cours de ce procès. Elle a été battue et un autre soldat l'a forcée à avoir des relations sexuelles orales et vaginales alors que Furundžija était présent. Furundžija n'a pas agi pour empêcher l'agression, même s'il était en position de commandement. Son avocat de la défense a soutenu que le témoin souffrait d'un trouble de stress post-traumatique et avait mal identifié l'accusé.La chambre de première instance a condamné Furundžija à deux peines de 10 et 8 ans à courir simultanément après l'avoir déclaré coupable en vertu de l'article trois, en ce qu'il avait enfreint «les lois ou coutumes de la guerre pour torture et atteintes à la dignité personnelle, y compris le viol."
En mai 2009, Jadranko Prlić, qui avait été Premier ministre de l'État croate de Bosnie autoproclamé de guerre d'Herzeg-Bosnie, a été reconnu coupable de meurtre, de viol et d'expulsion de Bosniaques. Il a été condamné à 25 ans d'emprisonnement.
Selon Margot Wallström, Représentante spéciale des Nations unies sur la violence sexuelle dans les conflits, seuls 12 cas sur environ 50 000 à 60 000 ont fait l'objet de poursuites en 2010. En avril 2011, le TPIY avait inculpé 93 hommes, dont 44 pour crimes liés à la violence sexuelle.
Le 9 mars 2005, la Chambre des crimes de guerre de la Cour de Bosnie-Herzégovine a été officiellement inaugurée. Au début, il s'agissait d'un tribunal hybride composé de juges internationaux et nationaux. En 2009, toutes les actions judiciaires ont été remises aux autorités nationales.
Radovan Stanković était membre d'une unité paramilitaire d'élite de Vukovar commandée par Pero Elez. Après la mort d'Elez, Stanković a pris le commandement de la maison de Karaman, qu'il dirigeait comme bordel.Le 14 novembre 2006, le tribunal national de Sarajevo a jugé Stanković et il a été condamné à 16 ans de prison pour avoir forcé des femmes à se prostituer. Le 26 mai 2007, alors qu'il était transporté à l'hôpital, Stankovic s'est évadé de sa détention.
Neđo Samardžić a été condamné à 13 ans et 4 mois après avoir été reconnu coupable de crimes contre l'humanité. Il avait été inculpé de dix chefs d'accusation, dont quatre dont il avait été reconnu coupable. Celles-ci comprenaient des viols multiples, des passages à tabac, des meurtres et le fait de forcer les femmes à être des esclaves sexuelles. Samardžić a également été reconnu coupable d'avoir commis des atrocités au domicile de Karaman. Samardžić a interjeté appel et a été condamné à 24 ans d'emprisonnement après avoir été reconnu coupable de neuf des dix actes d'accusation.
Gojko Janković s'est livré aux autorités de Bosnie en 2005. Il a été transféré à La Haye pour y être jugé, mais le TPIY l'a renvoyé en Bosnie pour être jugé par le tribunal national. Il a été inculpé pour violation des droits, aide, encouragement et émission d'ordres lors d'une attaque contre la population non serbe qui a abouti au meurtre et aux abus sexuels de non-Serbes, dont la majorité étaient des femmes et des filles bosniaques. Il a été condamné à 34 ans d'emprisonnement après avoir été reconnu coupable,.
Dragan Damjanović (24 ans de prison) a été reconnu coupable de crimes de guerre, notamment de meurtre, de torture et de viol.
Momir Savić a été condamné à 18 ans d'emprisonnement en juillet 2009 pour des crimes qu'il avait commis alors qu'il était commandant des armées serbes "Brigade de Višegrad". Il a été condamné pour le viol répété d'une femme bosniaque, l'incendie criminel, le pillage et les exécutions.
Le 12 janvier 2009, Željko Lelek a été condamné à 13 ans d'emprisonnement pour crimes contre l'humanité, dont le viol. Lelek, qui était policier à l'époque, a été condamné pour les actions qu'il a menées lors des massacres de Višegrad.
Miodrag Nikačević, un policier de Foča, a été inculpé par le tribunal national en 2007 pour des crimes contre l'humanité commis en 1992. Il a été reconnu coupable le 19 février 2009 et condamné à 8 ans d'emprisonnement pour les viols des deux femmes et pour avoir aidé et encouragé à l'enlèvement et à la détention illégale d'un civil bosniaque, qui a ensuite été tué dans un lieu non divulgué.Milorad Krnojelac, Janko Janjić, Dragan Gagović et d'autres ont été inculpés en 1992 pour des violations des droits de l'homme commises lors du nettoyage ethnique de Foča. L'acte d'accusation comprenait une accusation de viol.
Ante Kovač, qui était commandant de la police militaire au Conseil de défense croate, a été inculpé le 25 mars 2008 de crimes de guerre commis contre des Bosniaques dans la municipalité de Vitez en 1993. Il a été condamné à 9 ans d'emprisonnement.
Veselin Vlahović, également connu sous le nom de "Batko" ou le "monstre de Grbavica", a été condamné à 45 ans d'emprisonnement en mars 2013, après avoir été reconnu coupable de plus de soixante chefs d'accusation, dont le meurtre, le viol et la torture de civils Bosniaques et Croates pendant le siège de Sarajevo. La peine de Vlahović a été la plus longue prononcée, légèrement plus longue que celle de Sanko Kojić, qui - plus tôt en 2013 - avait été condamné à 43 ans d'emprisonnement pour son rôle dans le massacre de Srebrenica.

## Dans la culture populaire
Grbavica (Sarajevo, mon amour) est un long métrage réalisé par Jasmila Žbanić. Il se déroule dans Sarajevo d'après-guerre et se concentre sur Esma, une mère célibataire, et Sara, sa fille, qui découvre qu'elle est un bébé de guerre car sa mère avait été violée. Le film a remporté le prix de l'Ours d'or 2006 au 56e Festival international du film de Berlin,. Žbanić avait également écrit et réalisé un court documentaire sur la guerre en 2000, intitulé Red Rubber Boots.
Au pays du sang et du miel (In the Land of Blood and Honey), un film réalisé par Angelina Jolie, aborde également le thème du viol pendant la guerre de Bosnie,.
The Abandoned (en)   est un film bosnien de 2010 réalisé par Adis Bakrač et écrit par Zlatko Topčić, qui raconte l'histoire d'un garçon d'un orphelinat qui tente de découvrir la vérité sur ses origines, sous-entendu qu'il est l'enfant d'un viol. Le film de guerre Savior de 1998 raconte l'histoire d'un mercenaire américain escortant une femme serbe vers une zone de sécurité des Nations unies après avoir été violée et engrossée par un soldat bosniaque.
Calling the Ghosts (en) est un documentaire sur une femme bosniaque et une femme croate, qui ont toutes deux survécu au viol et à la torture à Omarska. Le film se termine avec les deux femmes qui témoignent à La Haye. 
Je suis venu témoigner (I Came to Testify) est un documentaire de PBS qui couvre l'histoire de seize femmes qui ont été emprisonnées par les forces serbes à Foča et qui ont témoigné plus tard contre leurs assaillants au TPIY,.
La pièce U ime oca (In the Name of the Father) est une production conjointe austro-bosnienne, du Théâtre national de Tuzla et de la société de production Alpha Group. Il s'agit d'une pièce documentaire-danse réalisée par Darrel Toulon, qui raconte les histoires d'enfants nés à la suite de viols pendant la guerre en Bosnie.

### Documentaires audio
BBC - Only One Bakia, a radio documentary about the Association of Women Victims of War

#### Général
- Mass rape - New York Times 1993
- Bosnia's rape babies: abandoned by their families, forgotten by the state
- Rape: weapon of war

#### Reports
- Orentlicher, Diane (1997). "Sexual Assault Issues Before the War Crimes Tribunal". Human Rights Brief. 4 (2): 8–9.
- When Everyone is Silent: Reparation for Survivors of Wartime Rape in Republika Srpska in Bosnia and Herzegovina. Amnesty International (Report). 31 October 2012. EUR 63/012/2012.
- Whose Justice? Bosnia and Herzegovina's Women Still Waiting. Amnesty International (Report). 30 September 2009. EUR 63/006/2009.